# Muchachas 2
Muchachas 2 est un roman français écrit par Katherine Pancol et publié en 2014. Il est le deuxième tome de la trilogie Muchachas.

## Résumé
Shirley va retrouver Hortense à New York pour voir son fils Gary en concert avec Calypso, cubaine. Shirley est fille secrète de la reine d'Angleterre et de son chambellan. Emily voit sa fille Calypso, la muchacha, qu'elle a abandonnée à la naissance, à la télé.